# Liste der Weltmeister im Rudern/Medaillengewinnerinnen
Diese Liste ist Teil der Liste der Weltmeister im Rudern. Sie führt sämtliche Medaillengewinnerinnen der Ruder-Weltmeisterschaften auf. Gegliedert ist sie nach aktuellen und nicht mehr ausgetragenen Wettkampfklassen.

## Aktuelle Wettbewerbe

### Einer
| Jahr | Gold                                                 | Silber                                           | Bronze                               |
| ---- | ---------------------------------------------------- | ------------------------------------------------ | ------------------------------------ |
| 1974 | Deutsche Demokratische Republik Christine Scheiblich | Sowjetunion Genovaitė Ramoškienė                 | Belgien Christine Wasterlain         |
| 1975 | Deutsche Demokratische Republik Christine Scheiblich | Ungarn Mariann Ambrus                            | Sowjetunion Genovaitė Ramoškienė     |
| 1977 | Deutsche Demokratische Republik Christine Scheiblich | Bulgarien Iskra Welinowa                         | Ungarn Mariann Ambrus                |
| 1978 | Deutsche Demokratische Republik Christine Scheiblich | Sowjetunion Anna Kondraschina                    | Ungarn Mariann Ambrus                |
| 1979 | Rumänien Sanda Toma                                  | Deutsche Demokratische Republik Martina Schröter | Niederlande Hette Borrias            |
| 1981 | Rumänien Sanda Toma                                  | Vereinigtes Königreich Beryl Mitchell            | Sowjetunion Irina Fetissowa          |
| 1982 | Sowjetunion Irina Fetissowa                          | Rumänien Valeria Răcilă                          | Neuseeland Stephanie Foster          |
| 1983 | Deutsche Demokratische Republik Jutta Hampe-Behrendt | Sowjetunion Irina Fetissowa                      | Vereinigte Staaten Virginia Gilder   |
| 1985 | Deutsche Demokratische Republik Cornelia Linse       | Rumänien Valeria Răcilă                          | Vereinigte Staaten Anne Marden       |
| 1986 | Deutsche Demokratische Republik Jutta Hampe-Behrendt | Bulgarien Magdalena Georgiewa                    | Sowjetunion Antonina Machina         |
| 1987 | Bulgarien Magdalena Georgiewa                        | Deutsche Demokratische Republik Martina Schröter | Rumänien Mărioara Popescu            |
| 1989 | Rumänien Elisabeta Lipă                              | Deutsche Demokratische Republik Birgit Peter     | Ungarn Katalin Sarlós                |
| 1990 | Deutsche Demokratische Republik Birgit Peter         | Kanada Silken Laumann                            | BR Deutschland Maricica Țăran        |
| 1991 | Kanada Silken Laumann                                | Rumänien Elisabeta Lipă-Oleniuc                  | Belgien Annelies Bredael             |
| 1993 | Deutschland Jana Thieme                              | Kanada Marnie McBean                             | Dänemark Trine Hansen                |
| 1994 | Dänemark Trine Hansen                                | Deutschland Kathrin Boron                        | Belgien Annelies Bredael             |
| 1995 | Schweden Maria Brandin                               | Kanada Silken Laumann                            | Belgien Annelies Bredael             |
| 1997 | Belarus Kazjaryna Karsten                            | Dänemark Trine Hansen                            | Schweden Maria Brandin               |
| 1998 | Russland Irina Fedotowa                              | Deutschland Katrin Rutschow                      | Schweden Maria Brandin               |
| 1999 | Belarus Kazjaryna Karsten                            | Deutschland Katrin Rutschow                      | Bulgarien Rumjana Nejkowa            |
| 2001 | Deutschland Katrin Rutschow                          | Russland Julija Lewina                           | Belarus Kazjaryna Karsten            |
| 2002 | Bulgarien Rumjana Nejkowa                            | Belarus Kazjaryna Karsten                        | Deutschland Katrin Rutschow          |
| 2003 | Bulgarien Rumjana Nejkowa                            | Deutschland Katrin Rutschow                      | Belarus Kazjaryna Karsten            |
| 2005 | Belarus Kazjaryna Karsten-Chadatowitsch              | Tschechien Miroslava Knapková                    | Vereinigte Staaten Michelle Guerette |
| 2006 | Belarus Kazjaryna Karsten-Chadatowitsch              | Tschechien Miroslava Knapková                    | Schweden Frida Svensson              |
| 2007 | Belarus Kazjaryna Karsten                            | Bulgarien Rumjana Nejkowa                        | Vereinigte Staaten Michelle Guerette |
| 2009 | Belarus Kazjaryna Karsten-Khodotovitch               | Vereinigtes Königreich Katherine Grainger        | Tschechien Mirka Knapková            |
| 2010 | Schweden Frida Svensson                              | Belarus Kazjaryna Karsten                        | Neuseeland Emma Twigg                |
| 2011 | Tschechien Miroslava Knapková                        | Belarus Kazjaryna Karsten                        | Neuseeland Emma Twigg                |
| 2013 | Australien Kim Crow                                  | Neuseeland Emma Twigg                            | Tschechien Miroslava Knapková        |
| 2014 | Neuseeland Emma Twigg                                | Australien Kim Crow                              | Volksrepublik China Duan Jingli      |
| 2015 | Australien Kim Crow                                  | Tschechien Miroslava Knapková                    | Volksrepublik China Duan Jingli      |
| 2017 | Schweiz Jeannine Gmelin                              | Vereinigtes Königreich Victoria Thornley         | Österreich Magdalena Lobnig          |
| 2018 | Irland Sanita Pušpure                                | Schweiz Jeannine Gmelin                          | Österreich Magdalena Lobnig          |
| 2019 | Irland Sanita Pušpure                                | Neuseeland Emma Twigg                            | Vereinigte Staaten Kara Kohler       |

### Doppelzweier
| Jahr | Gold                                                             | Silber                                                             | Bronze                                                        |
| ---- | ---------------------------------------------------------------- | ------------------------------------------------------------------ | ------------------------------------------------------------- |
| 1974 | Sowjetunion Jelena Antonowa Galina Jermolajewa                   | BR Deutschland Astrid Hohl Regine Adam                             | Deutsche Demokratische Republik Gisela Medefindt Rita Schmidt |
| 1975 | Sowjetunion Jelena Antonowa Galina Jermolajewa                   | Deutsche Demokratische Republik Sabine Jahn Petra Boesler          | Bulgarien Swetla Ozetowa Sdrawka Jordanowa                    |
| 1977 | Deutsche Demokratische Republik Anke Borchmann Roswietha Reichel | Bulgarien Swetla Ozetowa Sdrawka Jordanowa                         | Vereinigte Staaten Elizabeth Hills-O’Leary Lisa Hansen Stone  |
| 1978 | Bulgarien Swetla Ozetowa Sdrawka Jordanowa                       | Sowjetunion Ludmila Parfjonowa Eleonora Kaminskaitė                | Vereinigte Staaten Elizabeth Hills-O’Leary Lisa Hansen Stone  |
| 1979 | Deutsche Demokratische Republik Cornelia Linse Heidi Westphal    | Bulgarien Swetla Ozetowa Sdrawka Jordanowa                         | Rumänien Valeria Răcilă Olga Homeghi                          |
| 1981 | Sowjetunion Margerita Kokarewitsch Antonina Machina              | Deutsche Demokratische Republik Kerstin Kirst Jutta Hampe-Behrendt | Bulgarien Iskra Welinowa Anka Bakowa                          |
| 1982 | Sowjetunion Jelena Bratischko Antonina Machina                   | Deutsche Demokratische Republik Kerstin Kirst Martina Schröter     | Kanada Janice Mason Lisa Roy                                  |
| 1983 | Deutsche Demokratische Republik Jutta Schenk Martina Schröter    | Sowjetunion Jelena Matijewskaja Antonina Machina                   | Rumänien Mărioara Popescu Elisabeta Lipă                      |
| 1985 | Deutsche Demokratische Republik Sylvia Schwabe Martina Schröter  | Rumänien Mărioara Popescu Elisabeta Lipă                           | Bulgarien Magdalena Georgiewa Violeta Ninowa                  |
| 1986 | Deutsche Demokratische Republik Sylvia Schwabe Beate Schramm     | Rumänien Veronica Cochela Elisabeta Lipă                           | Neuseeland Robin Clarke Stephanie Foster                      |
| 1987 | Bulgarien Stefka Madina Violeta Ninowa                           | Rumänien Elisabeta Lipă Liliana Genes                              | Vereinigte Staaten Anne Marden Barbara Kirch                  |
| 1989 | Deutsche Demokratische Republik Jana Sorgers Beate Schramm       | Rumänien Veronica Cochela Elisabeta Lipă                           | Bulgarien Pawlina Alexandrowa Magdalena Georgiewa             |
| 1990 | Deutsche Demokratische Republik Kathrin Boron Beate Schramm      | Sowjetunion Inna Frolowa Tetjana Ustjuschanina                     | Vereinigte Staaten Kristine Karlson Alison Townley            |
| 1991 | Deutschland Kathrin Boron Beate Schramm                          | Rumänien Anișoara Bălan-Dobre Elisabeta Lipă-Oleniuc               | Sowjetunion Kazjaryna Karsten Sarija Sakirowa                 |
| 1993 | Neuseeland Philippa Baker Brenda Lawson                          | Deutschland Kathrin Boron Kerstin Köppen                           | Bulgarien Galina Kamenowa Daniela Oronowa                     |
| 1994 | Neuseeland Philippa Baker Brenda Lawson                          | Kanada Kathleen Heddle Marnie McBean                               | Deutschland Angela Schuster Jana Thieme                       |
| 1995 | Kanada Kathleen Heddle Marnie McBean                             | Niederlande Eeke van Nes Irene Eijs                                | Neuseeland Philippa Baker Brenda Lawson                       |
| 1997 | Deutschland Kathrin Boron Meike Evers                            | Vereinigtes Königreich Miriam Batten Gillian Lindsay               | Rumänien Liliana Gafencu Viorica Susanu                       |
| 1998 | Vereinigtes Königreich Miriam Batten Gillian Lindsay             | Niederlande Pieta van Dishoeck Eeke van Nes                        | Rumänien Doina Ignat Ioana Olteanu                            |
| 1999 | Deutschland Kathrin Boron Jana Thieme                            | Volksrepublik China Liu Lin Zhang Xiuyun                           | Niederlande Pieta van Dishoeck Eeke van Nes                   |
| 2001 | Deutschland Kathrin Boron Kerstin Kowalski                       | Neuseeland Georgina Evers-Swindell Caroline Evers-Swindell         | Belarus Kazjaryna Karsten Wolha Berasnjowa                    |
| 2002 | Neuseeland Georgina Evers-Swindell Caroline Evers-Swindell       | Russland Larissa Merk Irina Fedotowa                               | Italien Elisabetta Sancassani Gabriella Bascelli              |
| 2003 | Neuseeland Georgina Evers-Swindell Caroline Evers-Swindell       | Deutschland Britta Oppelt Kathrin Boron                            | Russland Larissa Merk Irina Fedotowa                          |
| 2005 | Neuseeland Georgina Evers-Swindell Caroline Evers-Swindell       | Bulgarien Rumjana Nejkowa Miglena Markowa                          | Australien Amber Bradley Sally Kehoe                          |
| 2006 | Australien Liz Kell Brooke Pratley                               | Deutschland Britta Oppelt Susanne Schmidt                          | Neuseeland Georgina Evers-Swindell Caroline Evers-Swindell    |
| 2007 | Volksrepublik China Tian Liang Li Qin                            | Neuseeland Georgina Evers-Swindell Caroline Evers-Swindell         | Vereinigtes Königreich Elise Laverick Anna Watkins            |
| 2009 | Polen Magdalena Fularczyk Julia Michalska                        | Vereinigtes Königreich Anna Watkins Annabel Vernon                 | Bulgarien Rumjana Nejkowa Miglena Markowa                     |
| 2010 | Vereinigtes Königreich Anna Watkins Katherine Grainger           | Australien Kerry Hore Kim Crow                                     | Polen Magdalena Fularczyk Julia Michalska                     |
| 2011 | Vereinigtes Königreich Anna Watkins Katherine Grainger           | Australien Kerry Hore Kim Crow                                     | Neuseeland Fiona Paterson Anna Reymer                         |
| 2013 | Litauen Donata Vištartaitė Milda Valčiukaitė                     | Neuseeland Fiona Bourke Zoe Stevenson                              | Belarus Kazjaryna Karsten Julija Bitschyk                     |
| 2014 | Neuseeland Fiona Bourke Zoe Stevenson                            | Polen Magdalena Fularczyk Natalia Madaj                            | Australien Olympia Aldersey Sally Kehoe                       |
| 2015 | Neuseeland Eve Macfarlane Zoe Stevenson                          | Griechenland Aikaterini Nikolaidou Sofia Asoumanaki                | Deutschland Julia Lier Mareike Adams                          |
| 2017 | Neuseeland Brooke Donoghue Olivia Loe                            | Vereinigte Staaten Meghan O’Leary Ellen Tomek                      | Australien Olympia Aldersey Madeleine Edmunds                 |
| 2018 | Litauen Milda Valčiukaitė Ieva Adomavičiūtė                      | Neuseeland Brooke Donoghue Olivia Loe                              | Vereinigte Staaten Meghan O’Leary Ellen Tomek                 |
| 2019 | Neuseeland Brooke Donoghue Olivia Loe                            | Rumänien Nicoleta-Ancuța Bodnar Simona Geanina Radiș               | Niederlande Roos de Jong Lisa Scheenaard                      |

### Doppelvierer
| Jahr | Gold | Silber                                                                                   | Bronze                                                                                         |
| ---- | --- | ---------------------------------------------------------------------------------------- | ---------------------------------------------------------------------------------------------- |
| 1985 | Deutsche Demokratische Republik Ramona Balthasar Birgit Peter Jutta Hampe-Behrendt Kristina Mundt-Richter | Sowjetunion Antonina Machina Natalia Grigorjewa Jelena Chlopzewa Jelena Matijewskaja     | Rumänien Anișoara Bălan Veronica Cochela Anișoara Sorohan Maricica Țăran                       |
| 1986 | Deutsche Demokratische Republik Kerstin Pieloth Birgit Peter Kerstin Hinze Jana Sorgers                   | Rumänien Anișoara Bălan Doina Ciucanu-Robu Anișoara Sorohan Maricica Țăran               | Niederlande Marijke Zeekant Marjan Pentenga Nicolette Wessel Jos Compaan                       |
| 1987 | Deutsche Demokratische Republik Kerstin Pieloth Birgit Peter Jutta Behrendt Jana Sorgers                  | Bulgarien Pawlina Alexandrowa Krasimira Totschewa Galina Yahorowa Mariana Yankulova      | Sowjetunion Switlana Masij Marina Schukowa Iryna Kalimbet Antonina Machina                     |
| 1989 | Deutsche Demokratische Republik Kathrin Boron Sybille Schmidt Jutta Behrendt Jana Thieme                  | Sowjetunion Natalia Kwasja Marja Omeljanowitsch Switlana Masij Iryna Kalimbet            | Bulgarien Pawlina Alexandrowa Magdalena Georgiewa Galina Yahorowa Krasimira Totschewa          |
| 1990 | Deutsche Demokratische Republik Kerstin Köppen Claudia Krüger Sybille Schmidt Jana Sorgers                | Sowjetunion Jelena Chlopzewa Switlana Masij Marja Omeljanowitsch Sarija Sakirowa         | Tschechoslowakei Hana Kafková Iva Mikulová Martina Šefčíková Irena Soukupová                   |
| 1991 | Deutschland Kerstin Köppen Claudia Krüger Sybille Schmidt Jana Sorgers-Rau                                | Sowjetunion Jelena Chlopzewa Marja Omeljanowitsch Tetjana Ustjuschanina Mira Waganowa    | Rumänien Constanța Burcică Anișoara Bălan-Dobre Doina Ignat Fanica Costea                      |
| 1993 | Volksrepublik China Cao Mianying Gu Xiaoli Liu Xirong Zhang Xiuyun                                        | Deutschland Daniela Molle Kerstin Müller Kristina Mundt Angela Schuster                  | Vereinigte Staaten Ruth Davidon Serena Eddy-Moulton Michelle Knox-Zaloon Monica Tranel-Michini |
| 1994 | Deutschland Kerstin Köppen Kristina Mundt Katrin Rutschow Jana Sorgers                                    | Volksrepublik China Cao Mianying Liu Xirong Zhang Xiuyun Zhao Guifeng                    | Ukraine Switlana Masij Dina Miftachutdynowa Olena Ronschyna Tetjana Ustjuschanina              |
| 1995 | Deutschland Kerstin Köppen Katrin Rutschow Jana Sorgers Jana Thieme                                       | Kanada Laryssa Biesenthal Kathleen Heddle Marnie McBean Diane O’Grady                    | Niederlande Nelleke Penninx Eeke van Nes Anita Meiland Irene Eijs                              |
| 1997 | Deutschland Kathrin Boron Kerstin Köppen Manuela Lutze Jana Thieme                                        | Dänemark Ulla Hansen Werner Sarah Lauritzen Dorthe Pedersen Stinne Petersen Algreen      | Ukraine Inna Frolowa Switlana Masij Dina Miftachutdynowa Olena Ronschyna                       |
| 1998 | Deutschland Kathrin Boron Manuela Lutze Jana Thieme Christiane Will                                       | Russland Oxana Dorodnowa Julija Lewina Larissa Merk Inna Moissejewa                      | Australien Marina Hatzakis Sally Newmarch Jane Robinson Bronwyn Roye                           |
| 1999 | Deutschland Maren Derlien Meike Evers Kerstin Kowalski Manuela Lutze                                      | Ukraine Jana Kramarenko Switlana Masij Tetjana Ustjuschanina Olena Ronschyna             | Russland Oxana Dorodnowa Julija Lewina Larissa Merk Olga Samulenkowa                           |
| 2001 | Deutschland Peggy Waleska Marita Scholz Manuela Lutze Manja Kowalski                                      | Neuseeland Sonia Waddell Paula Twining Caroline Evers-Swindell Georgina Evers-Swindell   | Vereinigte Staaten Sarah Jones Carol Skricki Hilary Gehman Laura Rauchfuss                     |
| 2002 | Deutschland Peggy Waleska Marita Scholz Manuela Lutze Kerstin El Qalqili-Kowalski                         | Dänemark Astrid Jespersen Sarah Lauritzen Dorthe Pedersen Majbrit Nielsen                | Belarus Inessa Sacharewskaja Wolha Berasnjowa Kazjaryna Karsten Marija Worona                  |
| 2003 | Australien Jane Robinson Dana Faletic Kerry Hore Amber Bradley                                            | Belarus Kazjaryna Karsten Julija Bitschyk Wolha Berasnjowa Marija Worona                 | Deutschland Peggy Waleska Marita Scholz Manuela Lutze Kerstin El Qalqili-Kowalski              |
| 2005 | Vereinigtes Königreich Rebecca Romero Sarah Winckless Frances Houghton Katherine Grainger                 | Deutschland Britta Oppelt Susanne Schmidt Kathrin Boron Stephanie Schiller               | Russland Olga Samulenkowa Oxana Dorodnowa Larissa Merk Irina Fedotowa                          |
| 2006 | Vereinigtes Königreich Debbie Flood Sarah Winckless Frances Houghton Katherine Grainger                   | Australien Catriona Sens Sonia Mills Dana Faletic Sally Kehoe                            | Deutschland Christiane Huth Magdalena Schmude Jeannine Hennicke Stephanie Schiller             |
| 2007 | Vereinigtes Königreich Annabel Vernon Debbie Flood Frances Houghton Katherine Grainger                    | Deutschland Kathrin Boron Manuela Lutze Britta Oppelt Stephanie Schiller                 | Volksrepublik China Tang Bin Xi Aihua Jin Ziwei Feng Guixin                                    |
| 2009 | Ukraine Switlana Spirjuchowa Tetjana Kolesnikowa Anastassija Koschenkowa Jana Dementjewa                  | Vereinigte Staaten Megan Walsh Stesha Carle Sarah Trowbridge Kathleen Bertko             | Deutschland Annekatrin Thiele Peggy Waleska Stephanie Schiller Christiane Huth                 |
| 2010 | Vereinigtes Königreich Debbie Flood Beth Rodford Frances Houghton Annabel Vernon                          | Ukraine Kateryna Tarassenko Olena Burjak Anastassija Koschenkowa Jana Dementjewa         | Deutschland Britta Oppelt Carina Bär Tina Manker Julia Richter                                 |
| 2011 | Deutschland Julia Richter Tina Manker Stephanie Schiller Britta Oppelt                                    | Vereinigte Staaten Stesha Carle Natalie Dell Adrienne Martelli Megan Kalmoe              | Neuseeland Sarah Gray Louise Trappitt Fiona Bourke Eve Macfarlane                              |
| 2013 | Deutschland Annekatrin Thiele Carina Bär Julia Richter Britta Oppelt                                      | Kanada Emily Cameron Katharine Goodfellow Carling Zeeman Antje von Seydlitz-Kurzbach     | Polen Sylwia Lewandowska Joanna Leszczyńska Magdalena Fularczyk Natalia Madaj                  |
| 2014 | Deutschland Annekatrin Thiele Carina Bär Julia Lier Lisa Schmidla                                         | Volksrepublik China Jiang Yan Shen Xiaoxing Lyu Yang Zhang Xinyue                        | Vereinigte Staaten Grace Latz Tracy Eisser Olivia Coffey Felice Mueller                        |
| 2015 | Vereinigte Staaten Amanda Elmore Tracy Eisser Megan Kalmoe Olivia Coffey                                  | Deutschland Annekatrin Thiele Carina Bär Marie-Cathérine Arnold Lisa Schmidla            | Niederlande Nicole Beukers Chantal Achterberg Inge Janssen Carline Bouw                        |
| 2017 | Niederlande Olivia van Rooijen Inge Janssen Sophie Souwer Nicole Beukers                                  | Polen Agnieszka Kobus Marta Wieliczko Maria Springwald Katarzyna Zillmann                | Vereinigtes Königreich Bethany Bryan Mathilda Hodgkins-Byrne Jess Leyden Holly Nixon           |
| 2018 | Polen Agnieszka Kobus-Zawojska Marta Wieliczko Maria Springwald Katarzyna Zillmann                        | Deutschland Marie-Cathérine Arnold Carlotta Nwajide Franziska Kampmann Frieda Hämmerling | Niederlande Olivia van Rooijen Karolien Florijn Sophie Souwer Nicole Beukers                   |
| 2019 | Volksrepublik China Chen Yunxia Zhang Ling Lyu Yang Cui Xiaotong                                          | Polen Agnieszka Kobus-Zawojska Marta Wieliczko Maria Springwald Katarzyna Zillmann       | Niederlande Olivia van Rooijen Inge Janssen Sophie Souwer Nicole Beukers                       |

### Zweier ohne Steuerfrau
| Jahr | Gold                                                           | Silber                                                      | Bronze                                                          |
| ---- | -------------------------------------------------------------- | ----------------------------------------------------------- | --------------------------------------------------------------- |
| 1974 | Rumänien Marilena Ghita Cornelia Neacșu                        | Deutsche Demokratische Republik Renate Bänsch Bergit Heinze | Sowjetunion Janina Tschigowskaja Ruta Weinzerga                 |
| 1975 | Deutsche Demokratische Republik Sabine Dähne Angelika Noack    | Sowjetunion Janina Tschigowskaja Ruta Weinzerga             | Rumänien Marilena Ghita Marlene Predescu                        |
| 1977 | Deutsche Demokratische Republik Sabine Dähne Angelika Noack    | Niederlande Karin Abma Joke Dierdorp                        | Kanada Elizabeth Craig Susan Antoft                             |
| 1978 | Deutsche Demokratische Republik Cornelia Klier Ute Steindorf   | Kanada Elizabeth Craig Susan Antoft                         | Niederlande Joke Dierdorp Karin Abma                            |
| 1979 | Deutsche Demokratische Republik Ute Steindorf Cornelia Bügel   | Rumänien Florica Silaghi Elena Oprea                        | Polen Małgorzata Dłużewska Czesława Kościańska                  |
| 1981 | Deutsche Demokratische Republik Iris Rudolph Sigrid Anders     | Kanada Elizabeth Craig Tricia Smith                         | Rumänien Rodica Arba Elena Horvat                               |
| 1982 | Deutsche Demokratische Republik Silvia Fröhlich Marita Sandig  | Polen Małgorzata Dłużewska Czesława Kościańska              | Kanada Elizabeth Craig Tricia Smith                             |
| 1983 | Deutsche Demokratische Republik Marita Gasch Silvia Fröhlich   | Rumänien Rodica Arba Elena Horvat                           | Kanada Tricia Smith Elizabeth Craig                             |
| 1985 | Rumänien Rodica Arba Elena Florea                              | Vereinigte Staaten Sherri Cassuto Susan Broome              | Deutsche Demokratische Republik Kerstin Toussaint Ramona Hein   |
| 1986 | Rumänien Rodica Arba Olga Homeghi                              | Sowjetunion Galina Stepanowa Marina Pegowa                  | Deutsche Demokratische Republik Kathrin Haacker Martina Walther |
| 1987 | Rumänien Rodica Arba Olga Homeghi                              | Deutsche Demokratische Republik Kathrin Haacker Ute Wild    | Sowjetunion Marina Pegowa Nadeschda Sugako                      |
| 1989 | Deutsche Demokratische Republik Kathrin Haacker Judith Zeidler | Rumänien Doina Bălan Marioara Trașcă                        | BR Deutschland Stefani Werremeier Ingeburg Althoff              |
| 1990 | BR Deutschland Stefani Werremeier Ingeburg Althoff             | Vereinigte Staaten Stephanie Maxwell-Pierson Anna Seaton    | Deutsche Demokratische Republik Ina Justh Birte Siech           |
| 1991 | Kanada Kathleen Heddle Marnie McBean                           | Deutschland Stefani Werremeier Ingeburg Schwerzmann         | Vereinigtes Königreich Miriam Batten Fiona Freckleton           |
| 1993 | Frankreich Hélène Cortin Christine Gossé                       | Australien Alison Davies Victoria Toogood                   | Vereinigte Staaten Elizabeth McCagg Mary McCagg                 |
| 1994 | Frankreich Hélène Cortin Christine Gossé                       | Rumänien Iulia Bobeică Elisabeta Lipă                       | Australien Carmen Klomp-Wearne Anna Ozolins                     |
| 1995 | Australien Kate Slatter Megan Still                            | Vereinigte Staaten Karen Kraft Missy Schwen-Ryan            | Frankreich Celine Cuisant-Garcia Christine Gossé                |
| 1997 | Kanada Alison Korn Emma Robinson                               | Rumänien Veronica Cochela Georgeta Andrunache               | Russland Albina Ligatschowa Wera Potschitajewa                  |
| 1998 | Kanada Alison Korn Emma Robinson                               | Vereinigtes Königreich Catherine Bishop Dot Blackie         | Vereinigte Staaten Amy Marie Martin Linda Miller                |
| 1999 | Kanada Theresa Luke Emma Robinson                              | Deutschland Elke Hipler Kathleen Naser                      | Australien Kate Slatter Rachael Taylor                          |
| 2001 | Rumänien Georgeta Andrunache Viorica Susanu                    | Belarus Wolha Trazeuskaja Julija Bitschyk                   | Kanada Jacqui Cook Karen Clark                                  |
| 2002 | Rumänien Georgeta Andrunache Viorica Susanu                    | Kanada Jacqui Cook Karen Clark                              | Belarus Julija Bitschyk Natallja Helach                         |
| 2003 | Vereinigtes Königreich Katherine Grainger Catherine Bishop     | Belarus Julija Bitschyk Natallja Helach                     | Rumänien Georgeta Andrunache Viorica Susanu                     |
| 2005 | Neuseeland Juliette Haigh Nicola Coles                         | Australien Sarah Outhwaite Natalie Bale                     | Russland Wera Potschitajewa Walerija Starodubrowskaja           |
| 2006 | Kanada Darcy Marquardt Jane Rumball                            | Neuseeland Juliette Haigh Nicola Coles                      | Deutschland Nicole Zimmermann Elke Hipler                       |
| 2007 | Belarus Julija Bitschyk Natallja Helach                        | Deutschland Nicole Zimmermann Elke Hipler                   | Rumänien Georgeta Damian-Andrunache Viorica Susanu              |
| 2009 | Vereinigte Staaten Zsuzsanna Francia Erin Cafaro               | Rumänien Camelia Lupașcu Nicoleta Albu                      | Neuseeland Emma-Jane Feathery Rebecca Scown                     |
| 2010 | Neuseeland Juliette Haigh Rebecca Scown                        | Vereinigtes Königreich Helen Glover Heather Stanning        | Vereinigte Staaten Zsuzsanna Francia Erin Cafaro                |
| 2011 | Neuseeland Juliette Haigh Rebecca Scown                        | Vereinigtes Königreich Helen Glover Heather Stanning        | Australien Sarah Tait Kate Hornsey                              |
| 2013 | Vereinigtes Königreich Helen Glover Polly Swann                | Rumänien Roxana Cogianu Nicoleta Albu                       | Neuseeland Kayla Pratt Rebecca Scown                            |
| 2014 | Vereinigtes Königreich Helen Glover Heather Stanning           | Vereinigte Staaten Megan Kalmoe Kerry Simmonds              | Neuseeland Louise Trappitt Rebecca Scown                        |
| 2015 | Vereinigtes Königreich Helen Glover Heather Stanning           | Neuseeland Grace Prendergast Kerri Gowler                   | Vereinigte Staaten Felice Mueller Elle Logan                    |
| 2017 | Neuseeland Grace Prendergast Kerri Gowler                      | Vereinigte Staaten Megan Kalmoe Tracy Eisser                | Dänemark Hedvig Lærke Rasmussen Christina Johansen              |
| 2018 | Kanada Caileigh Filmer Hillary Janssens                        | Neuseeland Grace Prendergast Kerri Gowler                   | Spanien Anna Boada Peiro Aina Cid                               |
| 2019 | Neuseeland Grace Prendergast Kerri Gowler                      | Australien Jessica Morrison Annabelle McIntyre              | Kanada Caileigh Filmer Hillary Janssens                         |

### Vierer ohne Steuerfrau
| Jahr | Gold                                                                                        | Silber                                                                                    | Bronze                                                                                         |
| ---- | ------------------------------------------------------------------------------------------- | ----------------------------------------------------------------------------------------- | ---------------------------------------------------------------------------------------------- |
| 1989 | Deutsche Demokratische Republik Christiane Harzendorf Ina Justh Annegret Strauch Ute Wagner | Volksrepublik China Cao Mianying Hu Yadong Liu Xirong Zhou Shouying                       | Rumänien Adriana Bazon Mihaela Armășescu Livia Leonte Viorica Neculai                          |
| 1990 | Rumänien Doina Bălan Iulia Bobeică Marioara Trașcă Doina Ciucanu-Robu                       | BR Deutschland Sylvia Dördelmann Meike Holländer Gabriele Mehl Cerstin Petersmann         | Deutsche Demokratische Republik Jeannette Barth Antje Frank Kathrin Haacker Judith Zeidler     |
| 1991 | Kanada Kirsten Barnes Jennifer Doey Jessica Monroe Brenda Taylor                            | Vereinigte Staaten Shelagh Donohoe Cynthia Eckert Stephanie Maxwell-Pierson Anna Seaton   | Deutschland Kathrin Haacker Gabriele Mehl Cerstin Petersmann Judith Zeidler                    |
| 1993 | Volksrepublik China Yan-Hua Jing Jia-Yun Pei Shujuan Wang Yaxian Zhu                        | Vereinigte Staaten Amy Fuller Melissa Iverson Anne Kakela Katherine Scanlon Lewis         | Kanada Shannon Crawford Julie Jespersen Platt Kelly Mahon Emma Robinson                        |
| 1994 | Niederlande Femke Boelen Elien Meijer Muriel van Schilfgaarde Rita de Jong                  | Vereinigte Staaten Catriona Fallon Amy Fuller Anne Kakela Monica Tranel-Michini           | Australien Alison Davies Kate Slatter Megan Still Victoria Toogood                             |
| 1995 | Vereinigte Staaten Cindy Brooks Melissa Iverson Lianne Nelson Katherine Scanlon Lewis       | Deutschland Gerte John Doreen Martin Dana Pyritz Anke Weiler                              | Belarus Tamara Dawydsenka Irina Gribko Natalja Stasiuk Marina Snak                             |
| 1996 | Vereinigte Staaten Emily Dirksen Sara Field Amy Turner Rosana Zegarra                       | Rumänien Liliana Gafencu Doina Ignat Elisabeta Lipă Mărioara Popescu                      | Deutschland Claudia Barth Gerte John Doreen Martin Lenka Wech                                  |
| 1997 | Vereinigtes Königreich Alex Beever Lisa Eyre Elizabeth Henshilwood Sue Walker               | Rumänien Doina Ignat Ioana Olteanu Doina Spîrcu Anca Tănase                               | Deutschland Anna Coenen Pia Coenen Kristina Erbe Elke Hipler                                   |
| 1998 | Ukraine Jewhenija Andrjejewa Tatjana Fessenko Nina Proskura Tetjana Sawtschenko             | Kanada Buffy-Lynne Williams Laryssa Biesenthal Marnie McBean Kubet Weston                 | Niederlande Tessa Appeldoorn Nelleke Penninx Carin ter Beek Christine Vink                     |
| 1999 | Belarus Julija Bitschyk Alena Mikulitsch Wolha Trazeuskaja Marina Snak                      | Deutschland Sandra Goldbach Marita Scholz Mira van Daelen Sonja van Daelen                | Vereinigte Staaten Sara Field Tristine Glick Wendy Wilbur Maite Urtasun                        |
| 2000 | Belarus Iryna Basyleuskaja Natallja Helach Wolha Trazeuskaja Marina Snak                    | Polen Aneta Bełka Honorata Motylewska Iwona Tybinkowska Iwona Zygmunt                     | Rumänien Mărioara Popescu Crina Serediuc Doina Spîrcu Aurica Chiriță                           |
| 2001 | Australien Jane Robinson Julia Wilson Jo Lutz Victoria Roberts                              | Neuseeland Jackie Abraham-Lawrie Kate Robinson Rochelle Saunders Nicola Coles             | Niederlande Christine Vink Carin ter Beek Anneke Venema Femke Dekker                           |
| 2002 | Australien Kristina Larsen Jodi Winter Rebecca Sattin Victoria Roberts                      | Kanada Roslyn McLeod Rachelle Viinberg Darcy Marquardt Pauline van Roessel                | Volksrepublik China Guifeng Zhao Cuiping Yang Huanling Cong Xueling Feng                       |
| 2003 | Vereinigte Staaten Liane Malcos Whitney Webber Caryn Davies Wendy Wilbur                    | Niederlande Sarah Siegelaar Laura Posthuma Annemarieke van Rumpt Helen Tanger             | Deutschland Ulrike Stadlmayr Dana Pyritz Sandra Goldbach Manuela Zander                        |
| 2004 | Frankreich Marjolaine Rossit Celia Foulon Audrey Galy Marie Le Nepvou                       | Russland Walerija Starodubrowskaja Julija Inosemzewa Natalja Melnikowa Wera Potschitajewa | Belarus Iryna Basyleuskaja Natallia Lialina Tamara Samachwalawa Hanna Nachajewa                |
| 2005 | Australien Robyn Selby Smith Emily Martin Pauline Frasca Kate Hornsey                       | Deutschland Mandy Emmrich Wilma Dressel Kerstin Naumann Christiane Hölzel                 | Belarus Natallja Haurjlenka Wolha Plaschkowa Tatjana Narelik Marija Brel                       |
| 2006 | Australien Robyn Selby Smith Jo Lutz Amber Bradley Kate Hornsey                             | Volksrepublik China Fei Yu Meng Li Tong Li Xiuhua Luo                                     | Vereinigte Staaten Portia Johnson Erin Cafaro Esther Lofgren Rachel Jeffers                    |
| 2007 | Vereinigte Staaten Portia McGee Erin Cafaro Rachel Jeffers Megan Dirkmaat                   | Deutschland Nina Wengert Nadine Schmutzler Kerstin Naumann Silke Günther                  | Australien Phoebe Stanley Katelyn Gray Emily Martin Victoria Roberts                           |
| 2008 | Belarus Hanna Nachajewa Wolha Schtscharbatschenja Natallja Helach Julija Bitschyk           | Vereinigte Staaten Karen Colwell Stesha Carle Sarah Trowbridge Esther Lofgren             | Dänemark Maria Pertl Lisbet Jakobsen Fie Graugaard Lea Jakobsen                                |
| 2009 | Niederlande Chantal Achterberg Nienke Kingma Carline Bouw Femke Dekker                      | Vereinigte Staaten Amanda Polk Jamie Redman Eleanor Logan Esther Lofgren                  | Kanada Sarah Waterfield Sandra Kisil Jennifer Tuters Emma Darling                              |
| 2010 | Niederlande Chantal Achterberg Nienke Kingma Carline Bouw Femke Dekker                      | Australien Sarah Heard Sarah Cook Pauline Frasca Kate Hornsey                             | Vereinigte Staaten Mara Allen Grace Luczak Adrienne Martelli Alison Cox                        |
| 2011 | Vereinigte Staaten Sarah Zelenka Kara Kohler Emily Regan Sara Hendershot                    | Australien Peta White Renee Chatterton Pauline Frasca Kate Hornsey                        | Niederlande Wianka van Dorp Olivia van Rooijen Elisabeth Hogerwerf Femke Dekker                |
| 2013 | Vereinigte Staaten Emily Huelskamp Olivia Coffey Tessa Gobbo Felice Mueller                 | Kanada Sarah Black Christine Roper Natalie Mastracci Cristy Nurse                         | Australien Hannah Vermeersch Alexandra Hagan Charlotte Sutherland Lucy Stephan                 |
| 2014 | Neuseeland Kayla Pratt Kelsey Bevan Grace Prendergast Kerri Gowler                          | Vereinigte Staaten Zsuzsanna Francia Emily Regan Tessa Gobbo Adrienne Martelli            | Volksrepublik China Miao Tian Zhang Min He Sihui Zhang Huan                                    |
| 2015 | Vereinigte Staaten Kristine O’Brien Grace Latz Adrienne Martelli Grace Luczak               | Vereinigtes Königreich Rebecca Chin Karen Bennett Lucinda Gooderham Holly Norton          | Volksrepublik China Yin Dameng Cheng Wenjing Yi Liqin Yu Jing                                  |
| 2016 | Vereinigtes Königreich Fiona Gammond Donna Etiebet Holly Nixon Holly Norton                 | Vereinigte Staaten Molly Bruggeman Emily Huelskamp Corinne Schoeller Kristine O’Brien     | Deutschland Melanie Hansen Ronja Schütte Charlotte Reinhardt Lea-Kathleen Kühne                |
| 2017 | Australien Lucy Stephan Katrina Werry Sarah Hawe Molly Goodman                              | Polen Olga Michalkiewicz Joanna Dittmann Monika Ciaciuch Maria Wierzbowska                | Russland Jelena Orjabinskaja Anastassija Tichanowa Jekaterina Potapowa Alewtina Sawkina        |
| 2018 | Vereinigte Staaten Madeleine Wanamaker Erin Boxberger Molly Bruggeman Erin Reelick          | Australien Lucy Stephan Katrina Werry Sarah Hawe Molly Goodman                            | Russland Jekaterina Sewostjanowa Anastassija Tichanowa Jekaterina Potapowa Jelena Orjabinskaja |
| 2019 | Australien Olympia Aldersey Katrina Werry Sarah Hawe Lucy Stephan                           | Niederlande Ellen Hogerwerf Karolien Florijn Ymkje Clevering Veronique Meester            | Dänemark Ida Jacobsen Frida Sanggaard Nielsen Hedvig Lærke Rasmussen Christina Johansen        |

### Achter
| Jahr | Gold | Silber | Bronze |
| ---- | --- | --- | --- |
| 1974 | Deutsche Demokratische Republik Henrietta Dobler Helma Lehmann Ilona Richter Bianka Schwede Brigitte Ahrenholz Irina Müller Gunhild Blanke Doris Mosig Sabine Brincker (Stf.) | Sowjetunion Nina Bistrowa Walentina Rubzowa Nina Abramowa Sofia Schurkalowa Walentina Jermakowa Sergejewa Wera Alexejewa Nina Filatowa Nina Frolowa (Stf.)                                 | Rumänien Elena Oprea Florica Petcu Georgeta Militaru-Mașca Cristel Wiener Aurelia Marinescu Luliana Balaban Avram Chertic Aneta Matei (Stf.)                                     |
| 1975 | Deutsche Demokratische Republik Viola Goretzki Christiane Knetsch Ilona Richter Bianka Schwede Monika Kallies Renate Neu Rosel Nitsche Doris Mosig Marina Wilke (Stf.)        | Vereinigte Staaten Christine Ernst Carol Brown Nancy Storrs Wiki Royden Claudia Schneider Anne Warner Gail Pierson Carolyn Graves Lynn Silliman (Stf.)                                     | Rumänien Elena Avram Luliana Balaban Valeria Avram Aurelia Marinescu Cristel Wiener Filigonia Toll Florica Petcu Elena Oprea Aneta Matei (Stf.)                                  |
| 1977 | Deutsche Demokratische Republik Cornelia Klier Ute Steindorf Gabriele Kühn Kersten Neisser Marita Sandig Andrea Kurth Bianka Schwede Karin Metze Sabine Heß (Stf.)            | Sowjetunion Olha Pywowarowa Nina Preobraschenska Tatjana Bunjak Nadeschda Dergatschenko Natalja Gorodilowa Nina Umanez Marija Pasjun Olga Krischewitsch Raisa Kirilowa (Stf.)              | Kanada Joy Fera Christine Neuland Jacklin Kelly Nancy Higgins Dolores Young Tricia Smith Mazina Delure Carol Eastmore Ilona Smith (Stf.)                                         |
| 1978 | Sowjetunion Walentina Jermakowa Marija Pasjun Nina Preobraschenska Tatjana Bunjak Nadeschda Dergatschenko Nina Umanez Olena Teroschyna Olha Pywowarowa Nina Frolowa (Stf.)    | Deutsche Demokratische Republik Silvia Fröhlich Renate Neu Dagmar Bauer Gabriele Kühn Petra Köhler Henrietta Dobler Birgit Schütz Christiane Köpke Marina Wilke (Stf.)                     | Kanada Joy Fera Christine Neuland Gail Cort Monica Draeger Elizabeth Jacklin Kimberley Gordon Dolores Young Tricia Smith Trudy Flynn (Stf.)                                      |
| 1979 | Sowjetunion Nina Preobraschenska Tatjana Bunjak Nadeschda Dergatschenko Walentina Jermakowa Marija Pasjun Olena Teroschyna Nina Umanez Olha Pywowarowa Nina Frolowa (Stf.)    | Deutsche Demokratische Republik Martina Boesler Silvia Fröhlich Petra Köhler Jutta Raeck Renate Neu Ilona Richter Ramona Kapheim Karin Metze Marina Wilke (Stf.)                           | Vereinigte Staaten Carol Brown Carol Bower Susan Tuttle Jeanne Flanagan Patricia Brink Patricia Spratlen Janet Harville Mary O’Connor Hollis Hatton (Stf.)                       |
| 1981 | Sowjetunion Regina Baltutite Irina Teterina Olena Teroschyna Natalija Jazenko Jelena Makuschkina Tatjana Schwezowa Nina Umanez Marija Pasjun Nina Frolowa (Stf.)              | Vereinigte Staaten Carol Bower Carol Brown Jeanne Flanagan Patricia Spratlen Kristine Norelius Carolyn Graves Elizabeth Hills-O’Leary Elizabeth Miles Valerie McClain-Ward (Stf.)          | Rumänien Rodica Frîntu Florica Bucur Luminata Furcila Maricica Țăran Cristina Onofrei Maria Naghiu Mariana Zaharia Elena Bondar Elena Dobrițoiu (Stf.)                           |
| 1982 | Sowjetunion Jelena Makuschkina Ludmila Konoplewa Nina Umanez Olena Teroschyna Natalija Jazenko Marina Studnewa Raissa Doligaida Sarmīte Stone Nina Frolowa (Stf.)             | Vereinigte Staaten Elizabeth Miles Shyril O’Steen Kristine Norelius Janet Harville Jennifer Marshall Joline Esparza Jane McDougall Kristen Thorsness Nanette Bernadou (Stf.)               | Deutsche Demokratische Republik Angelika Noack Ute Steindorf Sabine Portius Carola Miseler Steffi Götzelt Sigrid Anders Iris Rudolph Karin Metze Kirsten Wenzel (Stf.)           |
| 1983 | Sowjetunion Sarmīte Stone Lidija Awerjanowa Ludmila Konoplewa Marina Studnewa Nina Umanez Olena Teroschyna Natalija Jazenko Jelena Makuschkina Waljanzina Chochlawa (Stf.)    | Vereinigte Staaten Kristen Thorsness Patricia Spratlen Shyril O’Steen Carolyn Graves Carol Bower Kristine Norelius Janet Harville Harriet Metcalf Valerie McClain-Ward (Stf.)              | Deutsche Demokratische Republik Susann Heinicke Viola Kestler Annekatrin Jage Karin Metze Steffi Götzelt Carola Lichey Sabine Portius Ramona Hein Kirsten Strohbach (Stf.)       |
| 1985 | Sowjetunion Olena Puchajewa Sarija Sakirowa Olena Teroschyna Marina Suprun Marina Snak Irina Teterina Natalija Fedorenko Lidija Awerjanowa Waljanzina Chochlawa (Stf.)        | Deutsche Demokratische Republik Susann Heinicke Gerlinde Doberschütz-Mey Beatrix Lehman Martina Walther Kathrin Thurm Ute Stange Kathrin Dienstbier Carola Hornig Sylke Kretzschmar (Stf.) | Rumänien Doina Bălan Marioara Trașcă Livia Țicanu Mihaela Armășescu Adriana Bazon Carolina Matei Camelia Diaconescu Lucia Sauca Ecaterina Oancia (Stf.)                          |
| 1986 | Sowjetunion Olena Teroschyna Marina Suprun Sarija Sakirowa Olena Puchajewa Marina Snak Irina Teterina Lidija Awerjanowa Wida Zjesjunaite Waljanzina Chochlawa (Stf.)          | Deutsche Demokratische Republik Gerlinde Doberschütz Anett Devantier Kathrin Dienstbier Ute Stange Anja Kluge Carola Hornig Annekathrin Fercho Ute Nötzel-Wild Daniela Neunast (Stf.)      | Rumänien Mihaela Armășescu Camelia Diaconescu Carolina Matei Adriana Bazon Veronica Necula Livia Țicanu Florica Lavric Herta Anitaș Mariana Dorobantu (Stf.)                     |
| 1987 | Rumänien Valentina Virlan Marioara Trașcă Livia Țicanu Rodica Arba Adriana Bazon Veronica Necula Olga Homeghi Lucia Sauca Ecaterina Oancia (Stf.)                             | Vereinigte Staaten Anna Seaton Kristen Thorsness Christine Campbell Sarah Gengler Stephanie Maxwell-Pierson Susan Broome Abigail Peck Harriet Metcalf Betsy Beard (Stf.)                   | Sowjetunion Sarmīte Stone Lidija Awerjanowa Irina Teterina Jelena Makuschkina Olena Puchajewa Sarija Sakirowa Marina Suprun Olena Teroschyna Waljanzina Chochlawa (Stf.)         |
| 1989 | Rumänien Doina Bălan Marioara Trașcă Anca Tănase Georgeta Soare Adriana Bazon Viorica Neculai Livia Leonte Mihaela Armășescu Ecaterina Oancia (Stf.)                          | Deutsche Demokratische Republik Liane Justh Ute Wild Ina Grapenthin Annette Hohn Anja Kluge Katrin Schröder Ramona Balthasar Martina Walther Daniela Neunast (Stf.)                        | Volksrepublik China Cao Xiuhua Zhou Liu Yanwen He Guo Xiao Yang Yadong Hu Ronghua Li (Stf.)                                                                                      |
| 1990 | Rumänien Doina Bălan Iulia Bobeică Constanța Burcică Veronica Cochela Marioara Trașcă Anișoara Oprea Mărioara Popescu Doina Ciucanu-Robu Elena Georgescu (Stf.)               | Vereinigte Staaten Shelagh Donohoe Cynthia Eckert Sarah Gengler Kelley Jones Stephanie Maxwell-Pierson Tracy Rude Anna Seaton Kathryn Young Yasmin Farooq (Stf.)                           | Deutsche Demokratische Republik Ramona Franz Christiane Harzendorf Annette Hohn Micaela Schmidt Ute Wagner Annegret Strauch Ute Wild Heike Winkler Yvonne Illing (Stf.)          |
| 1991 | Kanada Kirsten Barnes Megan Delehanty Jennifer Doey Kathleen Heddle Kelly Mahon Marnie McBean Jessica Monroe Brenda Taylor Lesley Thompson (Stf.)                             | Sowjetunion Irina Gribko Natalia Grigorjewa Ekaterina Kotko Tomas Smitas Natalja Stasiuk Sarmīte Stone Marina Suprun Marina Snak Jelena Medwedewa (Stf.)                                   | Rumänien Doina Snep-Bălan Adriana Chelariu-Bazon Iulia Bobeică Veronica Cochela Mărioara Curelea Viorica Neculai-Ilica Maria Pădurariu Doina Ciucanu-Robu Elena Georgescu (Stf.) |
| 1993 | Rumänien Iulia Bobeică Constanța Burcică Veronica Cochela Doina Ignat Viorica Neculai Ioana Olteanu Doina Ciucanu-Robu Fanica Costea Cristina Ilie (Stf.)                     | Vereinigte Staaten Jennifer Dore Catriona Fallon Amy Fuller Melissa Iverson Anne Kakela Elizabeth McCagg Mary McCagg Katherine Scanlon Lewis Yasmin Farooq (Stf.)                          | Deutschland Kathrin Haacker Christiane Harzendorf Antje Heilig Andrea Klapheck Micaela Schmidt Dana Pyritz Antje Rehaag Ute Wagner Daniela Neunast (Stf.)                        |
| 1994 | Deutschland Kathrin Haacker Andrea Klapheck Micaela Schmidt Doreen Martin Dana Pyritz Antje Rehaag Ute Wagner Stefani Werremeier Doreen Schnell (Stf.)                        | Vereinigte Staaten Jennifer Dore Catriona Fallon Amy Fuller Anne Kakela Laurel Korholz Elizabeth McCagg Katherine Scanlon Lewis Monica Tranel-Michini Yasmin Farooq (Stf.)                 | Rumänien Angela Alupei Iulia Bobeică Veronica Cochela Lenuta Doroftei Doina Ignat Elisabeta Lipă Ioana Olteanu Anca Tănase Cristina Ilie (Stf.)                                  |
| 1995 | Vereinigte Staaten Jennifer Dore Catriona Fallon Amy Fuller Anne Kakela Laurel Korholz Elizabeth McCagg Mary McCagg Monica Tranel-Michini Yasmin Farooq (Stf.)                | Rumänien Angela Alupei Iulia Bobeică Veronica Cochela Doina Ignat Ioana Olteanu Dobrita Preda Doina Spîrcu Anca Tănase Cristina Ilie (Stf.)                                                | Niederlande Tessa Appeldoorn Femke Boelen Anneke Venema Marieke Westerhof Muriel van Schilfgaarde Meike van Driel Tessa Knaven Rita de Jong Jissy de Wolf (Stf.)                 |
| 1997 | Rumänien Georgeta Andrunache Viorica Susanu Ioana Olteanu Angela Cazac Liliana Gafencu Veronica Cochela Doina Ignat Anca Tănase Elena Georgescu (Stf.)                        | Kanada Buffy-Lynne Williams Laryssa Biesenthal Jessica Gonin Alison Korn Emma Robinson Dorota Urbaniak Kristen Wall Kubet Weston Lesley Thompson-Willie (Stf.)                             | Vereinigtes Königreich Alex Beever Lisa Eyre Katherine Grainger Elizabeth Henshilwood Elise Laverick Sue Walker Rachel Woolf Francesca Zino Suzie Ellis (Stf.)                   |
| 1998 | Rumänien Angela Cazac Veronica Cochela Georgeta Andrunache Maria Magdalena Dumitrache Liliana Gafencu Doina Ignat Ioana Olteanu Viorica Susanu Elena Georgescu (Stf.)         | Vereinigte Staaten Jennifer Dore Torrey Folk Amy Fuller Sarah Jones Katherine Maloney Lianne Nelson Sally Scovel Wendy Wilbur Rajanya Shah (Stf.)                                          | Kanada Buffy-Lynne Williams Laryssa Biesenthal Heather Davis Alison Korn Marnie McBean Emma Robinson Dorota Urbaniak Kubet Weston Lesley Thompson-Willie (Stf.)                  |
| 1999 | Rumänien Georgeta Andrunache Maria Magdalena Dumitrache Doina Ignat Ioana Olteanu Mărioara Popescu Doina Spîrcu Viorica Susanu Aurica Chiriță Elena Georgescu (Stf.)          | Vereinigte Staaten Torrey Folk Amy Fuller Sarah Jones Katherine Maloney Amy Marie Martin Elizabeth McCagg Linda Miller Monica Tranel-Michini Rajanya Shah (Stf.)                           | Kanada Buffy-Lynne Williams Laryssa Biesenthal Alison Korn Theresa Luke Heather McDermid Emma Robinson Dorota Urbaniak Kubet Weston Lesley Thompson-Willie (Stf.)                |
| 2001 | Australien Jodi Winter Jo Lutz Julia Wilson Jane Robinson Emily Martin Rebecca Sattin Victoria Roberts Kristina Larsen Carly Bilson (Stf.)                                    | Rumänien Elena Pîrvan Aurica Chiriță Natalita Berteanu-Pelin Elena Gavrilescu Mihaela Nastasa Doina Spîrcu-Crăciun Georgeta Andrunache Viorica Susanu Rodica Anghel (Stf.)                 | Deutschland Silke Günther Anja Pyritz Dana Pyritz Britta Holthaus Susanne Schmidt Sandra Goldbach Maja Tucholke Lenka Wech Annina Ruppel (Stf.)                                  |
| 2002 | Vereinigte Staaten Katherine Johnson Dana Peirce Caryn Davies Maite Urtasun Bernadette Marten Alison Cox Anna Mickelson Kate MacKenzie Mary Whipple (Stf.)                    | Australien Jodi Winter Jo Lutz Julia Wilson Jane Robinson Rachael Taylor Rebecca Sattin Victoria Roberts Kristina Larsen Carly Bilson (Stf.)                                               | Deutschland Anja Pyritz Maja Tucholke Britta Holthaus Dana Pyritz Nicole Zimmermann Susanne Schmidt Lenka Wech Silke Günther Annina Ruppel (Stf.)                                |
| 2003 | Deutschland Elke Hipler Anja Pyritz Maja Tucholke Britta Holthaus Susanne Schmidt Nicole Zimmermann Silke Günther Lenka Wech Annina Ruppel (Stf.)                             | Rumänien Georgeta Craciun Aurica Bărăscu Liliana Gafencu Viorica Susanu Magdalena Irincu Elisabeta Lipă-Oleniuc Georgeta Andrunache Doina Ignat Elena Georgescu-Nedelcu (Stf.)             | Kanada Jacqui Cook Karen Clark Rachel Dunnet Andréanne Morin Darcy Marquardt Pauline van Roessel Roslyn McLeod Buffy-Lynne Williams Sarah Pape (Stf.)                            |
| 2005 | Australien Sarah Outhwaite Robyn Selby Smith Sonia Mills Kate Hornsey Emily Martin Fleur Chew Pauline Frasca Sarah Heard Elizabeth Patrick (Stf.)                             | Rumänien Enikő Barabás Georgeta Craciun Camelia Lupașcu Ana Maria Apachitei Elena Șerban-Parvan Ioana Papuc Rodica Florea Simona Strimbeschi Rodica Anghel (Stf.)                          | Niederlande Femke Dekker Nienke Dekkers Nienke Hommes Hurnet Dekkers Annemarieke van Rumpt Laura Posthuma Annemiek de Haan Helen Tanger Ester Workel (Stf.)                      |
| 2006 | Vereinigte Staaten Brett Sickler Megan Cooke Anna Goodale Lindsay Shoop Anna Mickelson Susan Francia Caroline Lind Caryn Davies Mary Whipple (Stf.)                           | Deutschland Nina Wengert Johanna Rönfeldt Christina Gerking Nadine Schmutzler Lenka Wech Maren Derlien Nicole Zimmermann Elke Hipler Annina Ruppel (Stf.)                                  | Australien Jo Lutz Robyn Selby Smith Amber Bradley Kate Hornsey Emily Martin Sarah Cook Kim Crow Sarah Heard Lizzy Patrick (Stf.)                                                |
| 2007 | Vereinigte Staaten Brett Sickler Lindsay Shoop Anna Goodale Samantha Magee Anna Mickelson Zsuzsanna Francia Caroline Lind Caryn Davies Mary Whipple (Stf.)                    | Rumänien Rodica Șerban Viorica Susanu Simona Mușat-Strimbeschi Ana Maria Apachitei Aurica Bărăscu Ioana Papuc Georgeta Damian-Andrunache Doina Ignat Elena Georgescu-Nedelcu (Stf.)        | Vereinigtes Königreich Carla Ashford Baz Moffat Alice Freeman Louisa Reeve Natasha Howard Alison Knowles Katie Solesbury-Greves Jessica Eddie Caroline O’Connor (Stf.)           |
| 2009 | Vereinigte Staaten Erin Cafaro Mara Allen Laura Larsen-Strecker Zsuzsanna Francia Anna Goodale Lindsay Shoop Caroline Lind Katherine Glessner Katelin Snyder (Stf.)           | Rumänien Roxana Cogianu Ionelia Zaharia Maria Bursuc Ioana Crăciun Adelina Cojocariu Nicoleta Albu Camelia Lupașcu Enikő Mironcic Talida-Teodora Gîdoiu (Stf.)                             | Niederlande Nienke Groen Claudia Belderbos Jacobine Veenhoven Sytske de Groot Chantal Achterberg Nienke Kingma Carline Bouw Femke Dekker Anne Schellekens (Stf.)                 |
| 2010 | Vereinigte Staaten Anna Goodale Amanda Polk Jamie Redman Taylor Ritzel Esther Lofgren Eleanor Logan Meghan Musnicki Katherine Glessner Mary Whipple (Stf.)                    | Kanada Emma Darling Cristy Nurse Janine Hanson Rachelle de Jong Krista Guloien Ashley Brzozowicz Darcy Marquardt Andréanne Morin Lesley Thompson-Willie (Stf.)                             | Rumänien Roxana Cogianu Ionelia Zaharia Maria Bursuc Ioana Crăciun Adelina Cojocariu Nicoleta Albu Camelia Lupașcu Enikő Mironcic Talida-Teodora Gîdoiu (Stf.)                   |
| 2011 | Vereinigte Staaten Esther Lofgren Zsuzsanna Francia Meghan Musnicki Taylor Ritzel Jamie Redman Amanda Polk Caroline Lind Eleanor Logan Mary Whipple (Stf.)                    | Kanada Janine Hanson Rachelle Viinberg Natalie Mastracci Cristy Nurse Krista Guloien Ashley Brzozowicz Darcy Marquardt Andréanne Morin Lesley Thompson-Willie (Stf.)                       | Vereinigtes Königreich Alison Knowles Jo Cook Jessica Eddie Louisa Reeve Natasha Page Lindsey Maguire Katie Solesbury-Greves Victoria Thornley Caroline O’Connor (Stf.)          |
| 2013 | Vereinigte Staaten Amanda Polk Kerry Simmonds Emily Regan Lauren Schmetterling Grace Luczak Meghan Musnicki Victoria Opitz Caroline Lind Katelin Snyder (Stf.)                | Rumänien Cristina Ilie Ionelia Zaharia Cristina Grigoraș Ioana Crăciun Camelia Lupașcu Andreea Boghian Roxana Cogianu Nicoleta Albu Daniela Druncea (Stf.)                                 | Kanada Lisa Roman Jennifer Martins Carolyn Ganes Susanne Grainger Sarah Black Christine Roper Natalie Mastracci Cristy Nurse Kristen Kit (Stf.)                                  |
| 2014 | Vereinigte Staaten Victoria Opitz Meghan Musnicki Amanda Polk Lauren Schmetterling Grace Luczak Caroline Lind Eleanor Logan Heidi Robbins Katelin Snyder (Stf.)               | Kanada Cristy Nurse Lisa Roman Rosanne Deboef Natalie Mastracci Susanne Grainger Christine Roper Ashley Brzozowicz Lauren Wilkinson Lesley Thompson-Willie (Stf.)                          | Volksrepublik China Zhang Dan Guo Linlin Yi Liqin Gao Qiuqiu Cui Xiaotong Ju Rui Zhang Min Zhang Huan Zhao Li (Stf.)                                                             |
| 2015 | Vereinigte Staaten Victoria Opitz Meghan Musnicki Amanda Polk Lauren Schmetterling Emily Regan Kerry Simmonds Tessa Gobbo Heidi Robbins Katelin Snyder (Stf.)                 | Neuseeland Kayla Pratt Emma Dyke Ruby Tew Kelsey Bevan Grace Prendergast Kerri Gowler Genevieve Behrent Rebecca Scown Frances Turner (Stf.)                                                | Kanada Lisa Roman Cristy Nurse Jennifer Martins Ashley Brzozowicz Christine Roper Susanne Grainger Natalie Mastracci Lauren Wilkinson Lesley Thompson-Willie (Stf.)              |
| 2017 | Rumänien Ioana Vrînceanu Viviana-Iuliana Bejinariu Mihaela Petrilă Iuliana Popa Mădălina Bereș Denisa Tilvescu Adelina Boguș Laura Oprea Daniela Druncea (Stf.)               | Kanada Lisa Roman Kristin Bauder Nicole Hare Hillary Janssens Christine Roper Susanne Grainger Jennifer Martins Rebecca Zimmerman Kristen Kit (Stf.)                                       | Neuseeland Ashlee Rowe Ruby Tew Georgia Perry Kelsey Bevan Kelsi Walters Rebecca Scown Lucy Spoors Emma Dyke Sam Bosworth (Stm.)                                                 |
| 2018 | Vereinigte Staaten Kristine O’Brien Felice Mueller Victoria Opitz Gia Doonan Dana Moffat Tracy Eisser Emily Regan Olivia Coffey Katelin Guregian (Stf.)                       | Kanada Lisa Roman Stephanie Grauer Madison Mailey Susanne Grainger Christine Roper Sydney Payne Jennifer Martins Rebecca Zimmerman Kristen Kit (Stf.)                                      | Australien Leah Saunders Georgina Gotch Rosemary Popa Georgina Rowe Annabelle McIntyre Ciona Wilson Jacinta Edmunds Emma Fessey James Rook (Stm.)                                |
| 2019 | Neuseeland Ella Greenslade Emma Dyke Lucy Spoors Kelsey Bevan Grace Prendergast Kerri Gowler Elizabeth Ross Jackie Gowler Caleb Shepherd (Stm.)                               | Australien Leah Saunders Jacinta Edmunds Bronwyn Cox Georgina Rowe Rosemary Popa Annabelle McIntyre Jessica Morrison Molly Goodman James Rook (Stm.)                                       | Vereinigte Staaten Felice Mueller Kristine O’Brien Meghan Musnicki Dana Moffat Olivia Coffey Emily Regan Gia Doonan Erin Reelick Katelin Guregian (Stf.)                         |

### Leichtgewichts-Einer
| Jahr        | Gold                                | Silber                               | Bronze                                  |
| ----------- | ----------------------------------- | ------------------------------------ | --------------------------------------- |
| 1984 (Demo) | BR Deutschland Alrun Urbach         | Vereinigte Staaten Barbara Trafton   | Vereinigte Staaten Ann Martin           |
| 1985        | Australien Adair Ferguson           | Rumänien Maria Moșneagu              | Vereinigte Staaten Ann Martin           |
| 1986        | Rumänien Maria Sava                 | Belgien Rita Defauw                  | Vereinigte Staaten Angela Herron        |
| 1987        | Rumänien Maria Sava                 | Belgien Rita Defauw                  | Italien Francesca Bentivoglio           |
| 1988        | Vereinigte Staaten Kristine Karlson | BR Deutschland Angela Schuster       | Rumänien Maria Sava                     |
| 1989        | Vereinigte Staaten Kristine Karlson | Belgien Rita Defauw                  | Niederlande Laurien Vermulst            |
| 1990        | Dänemark Mette Bloch Jensen         | Niederlande Laurien Vermulst         | Belgien Rita Defauw                     |
| 1991        | Neuseeland Philippa Baker           | Niederlande Laurien Vermulst         | Dänemark Mette Bloch Jensen             |
| 1992        | Dänemark Mette Bloch Jensen         | Vereinigtes Königreich Sue Key       | Kanada Wendy Wiebe                      |
| 1993        | Kanada Michelle Darvill             | Niederlande Laurien Vermulst         | Dänemark Mette Bloch Jensen             |
| 1994        | Rumänien Constanța Burcică          | Niederlande Laurien Vermulst         | Schweiz Pia Vogel                       |
| 1995        | Australien Rebecca Joyce            | Frankreich Catherine Mueller         | Niederlande Annette Bogstra             |
| 1996        | Rumänien Constanța Burcică          | Frankreich Bénédicte Dorfman-Luzuy   | Vereinigte Staaten Sarah Garner         |
| 1997        | Vereinigte Staaten Sarah Garner     | Frankreich Bénédicte Dorfman-Luzuy   | Schweden Kristina Knejp Christensson    |
| 1998        | Schweiz Pia Vogel                   | Frankreich Bénédicte Dorfman-Luzuy   | Argentinien María Garisoain             |
| 1999        | Schweiz Pia Vogel                   | Vereinigte Staaten Lisa Schlenker    | Argentinien María Garisoain             |
| 2000        | Finnland Laila Finska-Bezerra       | Deutschland Angelika Brand           | Irland Sinéad Jennings                  |
| 2001        | Irland Sinéad Jennings              | Niederlande Mirjam ter Beek          | Schweiz Pia Vogel                       |
| 2002        | Bulgarien Wiktoria Dimitrowa        | Vereinigte Staaten Lisa Schlenker    | Spanien Teresa Mas de Xaxars Rivero     |
| 2003        | Kanada Fiona Milne                  | Kroatien Mirna Rajle Brođanac        | Deutschland Janet Radünzel              |
| 2004        | Deutschland Nina Gäßler             | Vereinigtes Königreich Jo Hammond    | Finnland Minna Nieminen                 |
| 2005        | Niederlande Marit van Eupen         | Frankreich Bénédicte Dorfman-Luzuy   | Spanien Teresa Mas de Xaxars Rivero     |
| 2006        | Niederlande Marit van Eupen         | Deutschland Berit Carow              | Spanien Teresa Mas de Xaxars Rivero     |
| 2007        | Niederlande Marit van Eupen         | Vereinigte Staaten Jennifer Goldsack | Kanada Melanie Kok                      |
| 2008        | Schweiz Pamela Weisshaupt           | Irland Sinéad Jennings               | Kroatien Mirna Rajle Brođanac           |
| 2009        | Schweiz Pamela Weisshaupt           | Italien Laura Milani                 | Dänemark Juliane Rasmussen              |
| 2010        | Deutschland Marie-Louise Dräger     | Neuseeland Louise Ayling             | Italien Laura Milani                    |
| 2011        | Brasilien Fabiana Beltrame          | Schweiz Pamela Weisshaupt            | Deutschland Lena Müller                 |
| 2012        | Griechenland Alexandra Tsiavou      | Österreich Michaela Taupe-Traer      | Belarus Alena Kryvasheyenka             |
| 2013        | Österreich Michaela Taupe-Traer     | Griechenland Aikaterini Nikolaidou   | Vereinigtes Königreich Ruth Walczak     |
| 2014        | Belgien Eveline Peleman             | Griechenland Aikaterini Nikolaidou   | Vereinigte Staaten Kathleen Bertko      |
| 2015        | Neuseeland Zoe McBride              | Vereinigtes Königreich Imogen Walsh  | Vereinigte Staaten Kathleen Bertko      |
| 2016        | Neuseeland Zoe McBride              | Schweden Emma Fredh                  | Kanada Katherine Sauks                  |
| 2017        | Südafrika Kirsten McCann            | Niederlande Marieke Keijser          | Vereinigte Staaten Mary Jones           |
| 2018        | Frankreich Laura Tarantola          | Italien Clara Guerra                 | Vereinigtes Königreich Imogen Grant     |
| 2019        | Deutschland Marie-Louise Dräger     | Japan Chiaki Tomita                  | Vereinigtes Königreich Madeleine Arlett |

### Leichtgewichts-Doppelzweier
| Jahr        | Gold                                                   | Silber                                                                                      | Bronze |
| ----------- | ------------------------------------------------------ | ------------------------------------------------------------------------------------------- | --- |
| 1984 (Demo) | Dänemark Elisabeth Fraas Kirsten Jensen                | Vereinigte Staaten Jo Hannafin Annette Ebsen-Petersen                                       | Kanada Audrey Mowchenko Ellen Gillies |
| 1985        | Vereinigtes Königreich Linda Clark Beryl Crockford     | BR Deutschland Brigitte Helmers Alrun Urbach                                                | Frankreich Desiree Decriem Isabelle Lignan |
| 1986        | Vereinigte Staaten Christine Ernst Carey Sands-Marden  | Vereinigtes Königreich Gillian Bond Carol Ann Wood Niederlande Karin Hommers Ellen Meliesie | Der Bronzerang wurde nicht vergeben, da zwei Mannschaften zeitgleich auf dem Silberrang gewertet wurden. Das nächstplatzierte Boot aus West-Deutschland wurde auf dem vierten Rang gewertet. |
| 1987        | Kanada Janice Mason Heather Hattin                     | Belgien Lucia Focque Marie-Anne Vandermoere                                                 | Vereinigte Staaten Carey Sands-Marden Christine Ernst |
| 1988        | Niederlande Laurien Vermulst Ellen Meliesie            | Frankreich Christine Liegeois Aline Peyrat                                                  | Vereinigtes Königreich Gillian Bond Caroline Lucas |
| 1989        | Vereinigte Staaten Carey Sands-Marden Kristine Karlson | Neuseeland Philippa Baker Linda de Jong                                                     | BR Deutschland Christiane Weber Alrun Urbach |
| 1990        | Dänemark Ulla Jensen Regitze Siggaard                  | Vereinigte Staaten Holly Brunkov Lindsay Burns                                              | Kanada Brenda Colby Wendy Wiebe |
| 1991        | Deutschland Claudia Waldi Christiane Weber             | Vereinigte Staaten Lindsay Burns Teresa Zarzeczny                                           | Dänemark Elisabeth Fraas Ulla Jensen |
| 1992        | Deutschland Claudia Waldi Christiane Weber             | Kanada Michelle Darvill Colleen Miller                                                      | Vereinigte Staaten Sanya Remmler-Suddeth Teresa Zarzeczny |
| 1993        | Kanada Colleen Miller Wendy Wiebe                      | Volksrepublik China Fei Li Fang Wang                                                        | Niederlande Ellen Meliesie Cindy Rip |
| 1994        | Kanada Colleen Miller Wendy Wiebe                      | Volksrepublik China Shaoyan Ou Aifang Zhong                                                 | Vereinigte Staaten Lindsay Burns Teresa Zarzeczny |
| 1995        | Kanada Colleen Miller Wendy Wiebe                      | Dänemark Lene Andersson Berit Christoffersen                                                | Deutschland Michelle Darvill Ruth Kaps |
| 1997        | Deutschland Angelika Brand Michelle Darvill            | Dänemark Lene Andersson Anna Helleberg                                                      | Rumänien Angela Alupei Camelia Macoviciuc |
| 1998        | Vereinigte Staaten Christine Collins Sarah Garner      | Deutschland Claudia Blasberg Karin Stephan                                                  | Rumänien Angela Alupei Camelia Macoviciuc |
| 1999        | Rumänien Constanța Burcică Camelia Macoviciuc          | Vereinigte Staaten Christine Collins Sarah Garner                                           | Australien Virginia Lee Sally Newmarch |
| 2001        | Deutschland Janet Radünzel Claudia Blasberg            | Polen Katarzyna Demianiuk Ilona Mokronowska                                                 | Rumänien Monica Eremia-Stan Irina Acsinte |
| 2002        | Australien Sally Causby Amber Halliday                 | Deutschland Janet Radünzel Claudia Blasberg                                                 | Vereinigtes Königreich Helen Casey Tracy Langlands |
| 2003        | Deutschland Marie-Louise Dräger Claudia Blasberg       | Australien Sally Causby Amber Halliday                                                      | Rumänien Constanța Burcică Camelia Mihalcea |
| 2005        | Deutschland Daniela Reimer Marie-Louise Dräger         | Vereinigte Staaten Renee Hykel Julie Nichols                                                | Finnland Sanna Stén Minna Nieminen |
| 2006        | Volksrepublik China Dongxiang Xu Shimin Yan            | Australien Marguerite Houston Amber Halliday                                                | Griechenland Chrysi Biskitzi Alexandra Tsiavou |
| 2007        | Australien Amber Halliday Marguerite Houston           | Finnland Sanna Stén Minna Nieminen                                                          | Dänemark Katrin Olsen Juliane Rasmussen Deutschland Berit Carow Marie-Louise Dräger |
| 2009        | Griechenland Christina Giazitzidou Alexandra Tsiavou   | Polen Magdalena Kemnitz Agnieszka Renc                                                      | Vereinigtes Königreich Hester Goodsell Sophie Hosking |
| 2010        | Kanada Lindsay Jennerich Tracy Cameron                 | Deutschland Daniela Reimer Anja Noske                                                       | Griechenland Christina Giazitzidou Alexandra Tsiavou |
| 2011        | Griechenland Christina Giazitzidou Alexandra Tsiavou   | Kanada Lindsay Jennerich Patricia Obee                                                      | Vereinigtes Königreich Hester Goodsell Sophie Hosking |
| 2013        | Italien Laura Milani Elisabetta Sancassani             | Vereinigte Staaten Kristin Hedstrom Kathleen Bertko                                         | Deutschland Lena Müller Anja Noske |
| 2014        | Neuseeland Sophie MacKenzie Julia Edward               | Kanada Lindsay Jennerich Patricia Obee                                                      | Volksrepublik China Huang Wenyi Pan Dandan |
| 2015        | Neuseeland Sophie MacKenzie Julia Edward               | Vereinigtes Königreich Charlotte Taylor Katherine Copeland                                  | Südafrika Kirsten McCann Ursula Grobler |
| 2017        | Rumänien Ionela-Livia Lehaci Gianina-Elena Beleagă     | Neuseeland Zoe McBride Jackie Kiddle                                                        | Vereinigte Staaten Emily Schmieg Michelle Sechser |
| 2018        | Rumänien Ionela-Livia Cozmiuc Gianina-Elena Beleagă    | Vereinigte Staaten Emily Schmieg Mary Jones                                                 | Niederlande Marieke Keijser Ilse Paulis |
| 2019        | Neuseeland Zoe McBride Jackie Kiddle                   | Niederlande Marieke Keijser Ilse Paulis                                                     | Vereinigtes Königreich Emily Craig Imogen Grant |

### Leichtgewichts-Doppelvierer
| Jahr | Gold                                                                              | Silber                                                                               | Bronze\|-                                                                           |
| ---- | --------------------------------------------------------------------------------- | ------------------------------------------------------------------------------------ | ----------------------------------------------------------------------------------- |
| 1997 | Deutschland Christiane Brand Nicole Faust Christine Morawitz Gunda Reimers        | Kanada Nathalie Benzing Brie Ellard Renata Troc Samara Walbohm                       | Niederlande Hedi Poot Brechtje van Eijck Sigrid Winkelhuis Floortje van Eijck       |
| 1998 | Deutschland Nicole Faust Anna Kleinz Christine Morawitz Valerie Viehoff           | Vereinigte Staaten Cassandra Cunningham Sara Den Besten Cesar Peirano Lisa Schlenker | Griechenland Chrysi Biskitzi Angeliki Gkremou Evangelia Kokkinou Irini Zora         |
| 1999 | Vereinigte Staaten Molly Brock Mary Angie Cummins Sara Den Besten Sherri Kiklas   | Deutschland Angelika Brand Maja Darmstadt Anna Kleinz Christine Morawitz             | Kanada Nathalie Benzing Tracy Duncan Katrina Scott Renata Troc                      |
| 2000 | Deutschland Maja Darmstadt Michelle Darvill Anna Kleinz Karin Stephan             | Australien Eliza Blair Sally Causby Amber Halliday Catriona Roach                    | Volksrepublik China Meiyun Tan Yanni Wang Yue Sun Xiujuan Song                      |
| 2001 | Australien Catriona Roach Sally Causby Amber Halliday Josephine Lips              | Vereinigte Staaten Marny Jaastad Abigail Cromwell Jennifer Edwards Stacey Borgman    | Niederlande Mariel Pikkemaat Maud Klinkers Aukje Zuidema Hedi Poot                  |
| 2002 | Australien Zita van de Walle Marguerite Houston Miranda Bennett Hannah Every-Hall | Niederlande Mariel Pikkemaat Mirjam ter Beek Judith van Os Maud Klinkers             | Vereinigte Staaten Anne Finke Abigail Cromwell Michelle Borkhuis Wendy Tripician    |
| 2003 | Volksrepublik China Quan Li Yanping Deng Meiyun Tan Weijuan Zhou                  | Niederlande Mariel Pikkemaat Danielle Broekhuizen Anne van Drumpt Judith van Os      | Australien Bronwen Watson Sally Newmarch Marguerite Houston Miranda Bennett         |
| 2004 | Volksrepublik China Yanni Wang Yanping Deng Meiyun Tan Weijuan Zhou               | Kanada Gen Meredith Sheryl Preston Shona McLaren Elizabeth Urbach                    | Vereinigte Staaten Maria Picone Mary Obidinski Julie Nichols Renee Hykel            |
| 2005 | Kanada Tracy Cameron Mara Jones Elizabeth Urbach Melanie Kok                      | Dänemark Kirsten Jepsen Maria Pertl Katrin Olsen Juliane Rasmussen                   | Vereinigtes Königreich Tanya Brady Lorna Norris Hester Goodsell Naomi Hoogesteger   |
| 2006 | Volksrepublik China Hua Yu Haixia Chen Xuefei Fan Jing Liu                        | Dänemark Kirsten Jepsen Sine Christiansen Katrin Olsen Juliane Rasmussen             | Vereinigtes Königreich Laura Ralston Lindsay Dick Hester Goodsell Sophie Hosking    |
| 2007 | Australien Bronwen Watson Miranda Bennett Alice McNamara Tara Kelly               | Vereinigtes Königreich Sophie Hosking Laura Greenhalgh Mathilde Pauls Jane Hall      | Volksrepublik China Liu Jing Jia Jing Yu Hua Yan Shimin                             |
| 2008 | Australien Ingrid Fenger Bronwen Watson Miranda Bennett Alice McNamara            | Polen Monika Myszk Magdalena Kemnitz Weronika Deresz Ilona Mokronowska               | Vereinigte Staaten Elizabeth Peters Wendy Tripician Rebecca Smith Hannah Moore      |
| 2009 | Deutschland Lena Müller Helke Nieschlag Laura Tibitanzl Julia Kröger              | Vereinigtes Königreich Stephanie Cullen Laura Greenhalgh Andrea Dennis Jane Hall     | Vereinigte Staaten Hillary Saeger Lindsey Hochman Stefanie Sydlik Abelyn Broughton  |
| 2010 | Deutschland Lena Müller Daniela Reimer Anja Noske Marie-Louise Dräger             | Vereinigte Staaten Victoria Burke Kristin Hedstrom Ursula Grobler Abelyn Broughton   | Volksrepublik China Yan Shimin Wang Xinnan Liu Jing Liu Tingting                    |
| 2011 | Vereinigtes Königreich Stephanie Cullen Imogen Walsh Kathryn Twyman Andrea Dennis | Volksrepublik China Pan Dandan Tang Chanjuan Liu Jing Yan Xiaohua                    | Vereinigte Staaten Hillary Saeger Nicole Dinion Lindsey Hochman Katherine Robinson  |
| 2012 | Polen Magdalena Kemnitz Jaclyn Halko Agnieszka Renc Weronika Deresz               | Dänemark Helene Olsen Sarah Jürgensen Christina Pultz Sarah Christensen              | Italien Giulia Pollini Enrica Marasca Elena Coletti Erika Bello                     |
| 2013 | Niederlande Mirte Kraaijkamp Maaike Head Rianne Sigmond Marie-Anne Frenken        | Vereinigte Staaten Rachel Stortvedt Hillary Saeger Helen Tompkins Nancy Miles        | Italien Greta Masserano Enrica Marasca Giulia Pollini Eleonora Trivella             |
| 2014 | Niederlande Mirte Kraaijkamp Elisabeth Woerner Maaike Head Ilse Paulis            | Australien Laura Dunn Sarah Pound Maia Simmonds Hannah Every-Hall                    | Deutschland Katrin Thoma Judith Anlauf Wiebke Hein Leonie Pieper                    |
| 2015 | Deutschland Katrin Thoma Leonie Pieper Lena Müller Anja Noske                     | Vereinigtes Königreich Brianna Stubbs Ruth Walczak Emily Craig Eleanor Piggott       | Niederlande Anne Marie Schonk Mirte Kraaijkamp Elisabeth Woerner Marie-Anne Frenken |
| 2016 | Vereinigtes Königreich Brianna Stubbs Emily Craig Imogen Walsh Eleanor Piggott    | Deutschland Judith Anlauf Leonie Pieper Lena Reuss Katrin Thoma                      | Volksrepublik China Xuan Xulian Zhang Weixiao Zhang Weimiao Yan Xiaohua             |
| 2017 | Italien Asja Maregotto Paola Piazzolla Federica Cesarini Giovanna Schettino       | Australien Amy James Alice Arch Georgia Miansarow Georgia Nesbitt                    | Volksrepublik China Xuan Xulian Shen Ling Pan Dandan Chen Fang                      |
| 2018 | Volksrepublik China Wu Qiang Liang Guoru Chen Fang Pan Dandan                     | Dänemark Trine Toft Andersen Aja Runge Holmegaard Juliane Rasmussen Mathilde Persson | Deutschland Ronja Fini Sturm Caroline Meyer Ladina Meier Anja Noske                 |
| 2019 | Italien Giulia Mignemi Greta Martinelli Silvia Crosio Arianna Noseda              | Volksrepublik China Cheng Mengyin Wu Qiang Chen Fang Yuan Xiaoyu                     | Deutschland Ronja Fini Sturm Vera Spanke Leonie Pieper Leonie Pless                 |

### Leichtgewichts-Zweier ohne Steuerfrau
| Jahr | Gold                                                | Silber                                                 | Bronze                                               |
| ---- | --------------------------------------------------- | ------------------------------------------------------ | ---------------------------------------------------- |
| 1995 | Vereinigte Staaten Christine Collins Ellen Minzner  | Vereinigtes Königreich Alison Brownless Jane Hall      | Dänemark Kristine Jørgensen Sharon Thilgreen         |
| 1996 | Vereinigte Staaten Christine Collins Ellen Minzner  | Vereinigtes Königreich Alison Brownless Jane Hall      | Rumänien Camelia Macoviciuc Maria Sava               |
| 1997 | Australien Eliza Blair Justine Joyce                | Vereinigte Staaten Michelle Borkhuis Linda Muri        | Vereinigtes Königreich Caroline Hobson Malindi Myers |
| 1998 | Vereinigtes Königreich Juliet Machan Jo Nitsch      | Argentinien Patricia Conte Elina Urbano                | Vereinigte Staaten Michelle Borkhuis Linda Muri      |
| 1999 | Vereinigte Staaten Linda Muri Rachel Anderson       | Vereinigtes Königreich Jane Hall Malindi Myers         | Simbabwe Nicola Davies Jill Lancaster                |
| 2000 | Vereinigtes Königreich Malindi Myers Miriam Taylor  | Vereinigte Staaten Stacey Borgman Catherine Humblet    | Deutschland Janet Radünzel Gunda Reimers             |
| 2001 | Vereinigtes Königreich Sarah Birch Jo Nitsch        | Vereinigte Staaten Suzanne Walther Michelle Borkhuis   | Argentinien Patricia Conte Elina Urbano              |
| 2002 | Vereinigtes Königreich Naomi Ashcroft Leonie Barron | Chile Paola Rodriguez Gallardo Carolina Godoy Alarcon  | Spanien Maria Almuedo Castillo Beatriz Casanueva     |
| 2003 | Rumänien Alina Scurtu Mihaela Niga                  | Vereinigtes Königreich Julia Warren Michelle Dollimore | Griechenland Elpida Grigoriadou Angeliki Gkremou     |
| 2018 | Italien Serena Lo Bue Giorgia Lo Bue                | Vereinigte Staaten Jennifer Sager Jillian Zieff        | nur zwei Boote am Start                              |
| 2019 | Vereinigte Staaten Margaret Bertasi Cara Stawicki   | Italien Sofia Tanghetti Maria Ludovica Costa           | Deutschland Janika Kölblin Marie-Christine Gerhardt  |

## Nicht mehr ausgetragene Wettbewerbe

### DoppelvierermitSteuerfrau
| Jahr | Gold | Silber | Bronze |
| ---- | --- | --- | --- |
| 1974 | Deutsche Demokratische Republik Roswietha Reichel Ursula Wagner Jutta Lau Sybille Tietze Liane Buhr (Stf.)   | Rumänien Ioana Tudoran Elisabeta Lazăr Doina Bardas Teodora Boicu Elena Giurcă (Stf.)                              | Sowjetunion Nadeschda Schtscherbak Natalja Gorodilowa Walentina Iwtschenkowa Antonina Marischkina Irina Moisejenko (Stf.) |
| 1975 | Deutsche Demokratische Republik Roswietha Reichel Ursula Unger Jutta Lau Anke Grünberg Liane Buhr (Stf.)     | Bulgarien Iskra Welinowa Werka Alexiewa Trajanka Wladimirowa Swetlana Gintschewa Stanka Wrakilowa (Stf.)           | Sowjetunion Nadeschda Schtscherbak Walentina Iwtschenkowa Galina Beljajewa Antonina Marischkina Irina Moisejenko (Stf.)   |
| 1977 | Deutsche Demokratische Republik Sybille Tietze Viola Poley Petra Boesler Sabine Gust Elke Rost (Stf.)        | Rumänien Maria Moșneagu Felicia Afrăsiloaie Aneta Mihaly Veronica Juganaru Elena Giurcă (Stf.)                     | Bulgarien Rossitsa Spassowa Anka Bakowa Rumeljana Bontschewa Penka Gotschewa Stanka Georgiewa (Stf.)                      |
| 1978 | Bulgarien Anka Bakowa Dolores Nakowa Rossitsa Spassowa Rumeljana Bontschewa Anka Eftimowa (Stf.)             | BR Deutschland Sabine Reuter Petra Finke Veronika Walterfang Anne Dickmann Kathrien Plückhahn (Stf.)               | Sowjetunion Reet Palm Jelena Chlopzewa Olga Wassiltschenko Nadeschda Kosotschkina Nadeschda Tschernyschowa (Stf.)         |
| 1979 | Deutsche Demokratische Republik Sybille Tietze Christine Röpke Jutta Lau Roswietha Reichel Liane Buhr (Stf.) | Bulgarien Anka Bakowa Dolores Nakowa Rumeljana Bontschewa Mariana Serbesowa Ani Filipowa (Stf.)                    | Rumänien Maria Moșneagu Aneta Mihaly Sofia Corban Veronica Juganaru Elena Giurcă (Stf.)                                   |
| 1981 | Sowjetunion Tatjana Danilowa Olga Kaspina Jelena Chlopzewa Larissa Popowa Maria Semskowa-Korotkowa (Stf.)    | Deutsche Demokratische Republik Heidi Westphal Birka Brandt-Fengler Cornelia Linse Jutta Ploch Jenny Gerber (Stf.) | Rumänien Aneta Mihaly Valeria Răcilă Sofia Corban Olga Homeghi Ecaterina Oancia (Stf.)                                    |
| 1982 | Sowjetunion Larissa Popowa Jelena Chlopzewa Olga Kaspina Tatjana Baschkatowa Maria Semskowa-Korotkowa (Stf.) | Deutsche Demokratische Republik Jutta Hampe-Behrendt Heidi Westphal Cornelia Linse Jutta Ploch Elke Rost (Stf.)    | Rumänien Maria Moșneagu Maricica Țăran Elisabeta Lipă Sofia Corban Ecaterina Oancia (Stf.)                                |
| 1983 | Sowjetunion Tatjana Baschkatowa Olga Kaspina Jelena Chlopzewa Larissa Popowa Maria Semskowa-Korotkowa (Stf.) | Deutsche Demokratische Republik Kerstin Kirst Kerstin Pieloth Cornelia Linse Sylvia Schwabe Andrea Rost (Stf.)     | Bulgarien Stefka Madina Teodora Lazarowa Margarita Dobtschewa Violeta Ninowa Greta Georgjewa (Stf.)                       |

### Vierer mit Steuerfrau
| Jahr | Gold | Silber | Bronze |
| ---- | --- | --- | --- |
| 1974 | Deutsche Demokratische Republik Rosel Nitsche Angelika Noack Renate Schlenzig Sabine Dähne Christa Karnath (Stf.)   | Niederlande Liesbeth de Bruin Ingrid Munneke-Dusseldorp Maria Steenman Louise de Graaff M. Kraayenhof (Stf.)        | Rumänien Marlene Predescu Kabat Avram Chertic Aneta Matei (Stf.)                                                          |
| 1975 | Deutsche Demokratische Republik Helma Lehmann Henrietta Dobler Dagmar Bauer Irina Müller Sabine Brincker (Stf.)     | Bulgarien Marijka Modewa Reni Jordanowa Liljana Wassewa Ginka Gjurowa Kapka Georgiewa (Stf.)                        | BR Deutschland Thea Einöder Edith Eckbauer Doris Leifermann Karin Gondolatsch Susanne Thienel (Stf.)                      |
| 1977 | Deutsche Demokratische Republik Marion Rohs Ilona Richter Katja Rothe Bärbel Bendiks Marina Wilke (Stf.)            | Sowjetunion Raisa Tsarkowa Walentina Alexejewa Sofia Schurkalowa Nina Abramowa Nina Frolowa (Stf.)                  | Rumänien Florica Zamfir Georgeta Militaru-Mașca Florica Silaghi Elena Avram Elena Giurcă (Stf.)                           |
| 1978 | Deutsche Demokratische Republik Kersten Neisser Angelika Noack Ute Skorupski Marita Sandig Kirsten Wenzel (Stf.)    | Vereinigte Staaten Carol Brown Anita DeFrantz Cozema Crawford Nancy Storrs Hollis Hatton (Stf.)                     | Rumänien Elena Oprea Florica Dospinescu Florica Silaghi Georgeta Militaru-Mașca Aneta Matei (Stf.)                        |
| 1979 | Sowjetunion Walentina Semenowa Swetlana Semjonowa Galina Stepanowa Marija Fadejewa Nina Tscheremissina (Stf.)       | Deutsche Demokratische Republik Marita Sandig Ute Skorupski Angelika Noack Kersten Neisser Kirsten Wenzel (Stf.)    | Rumänien Georgeta Militaru-Mașca Florica Silaghi Maria Fricioiu Elena Avram Aneta Matei (Stf.)                            |
| 1981 | Sowjetunion Olha Pywowarowa Marina Studnewa Swetlana Semjonowa Raissa Doligaida Nina Tscheremissina (Stf.)          | Deutsche Demokratische Republik Viola Kestler Silvia Fröhlich Marita Sandig Romy Saalfeld Kirsten Wenzel (Stf.)     | Vereinigte Staaten Susan Tuttle Hope Barnes Shyril O’Steen Harriet Metcalf Nanette Bernadou (Stf.)                        |
| 1982 | Sowjetunion Swetlana Semjonowa Walentina Semenowa Galina Stepanowa Larissa Sawarsina Nina Tscheremissina (Stf.)     | Vereinigte Staaten Kathryn Keeler Carol Bower Harriet Metcalf Barbara Kirch Valerie McClain-Ward (Stf.)             | Rumänien Rodica Arba Mihaela Armășescu Darko Elena Horvat Dinu (Stf.)                                                     |
| 1983 | Deutsche Demokratische Republik Claudia Noack Iris Rudolph Sigrid Anders Carola Miseler Carola Richter (Stf.)       | Rumänien Florica Lavric Maria Fricioiu Chira Apostol Olga Homeghi Viorica Ioja (Stf.)                               | Sowjetunion Feodosia Kaleinikowa Walentina Semenowa Swetlana Semjonowa Angelina Kaolikauskaite Nina Tscheremissina (Stf.) |
| 1985 | Deutsche Demokratische Republik Kerstin Spittler Jutta Abromeit Steffi Götzelt Carola Lichey Daniela Neunast (Stf.) | Rumänien Florica Lavric Maria Fricioiu Chira Apostol Olga Homeghi Viorica Ioja (Stf.)                               | Kanada Lisa Robertson Barbara Armbrust Christina Clarke Tricia Smith Lesley Thompson-Willie (Stf.)                        |
| 1986 | Rumänien Doina Bălan Marioara Trașcă Chira Apostol Lucia Sauca Viorica Ioja (Stf.)                                  | Deutsche Demokratische Republik Kerstin Spittler Beatrix Schröer Corinna Scheid Carola Lichey Sylvia Müller (Stf.)  | Kanada Jane Tregunno Jennifer Wallinga Christina Clarke Tricia Smith Lesley Thompson-Willie (Stf.)                        |
| 1987 | Rumänien Valentina Virlan Marioara Trașcă Adriana Bazon Veronica Necula Ecaterina Oancia (Stf.)                     | Deutsche Demokratische Republik Birte Siech Gerlinde Doberschütz Carola Hornig Martina Walther Sylvia Müller (Stf.) | Bulgarien Manuela Lashilina Olja Stoitschkowa Marijana Stojanowa Daniela Oronowa Sofia Tzwetkowa (Stf.)                   |

### Leichtgewichts-Vierer ohne Steuerfrau
| Jahr        | Gold                                                                                      | Silber                                                                                     | Bronze                                                                              |
| ----------- | ----------------------------------------------------------------------------------------- | ------------------------------------------------------------------------------------------ | ----------------------------------------------------------------------------------- |
| 1984 (Demo) | BR Deutschland Beatriz Keller Evelyn Herwegh Regina Mayer Claudia Engels                  | Vereinigte Staaten Cecily Croft Margaret Gordon Linda Gillett Elaine Stanley               | Vereinigte Staaten Gillian Hodges Sandy Kendall Drister Fowks Carey Sands-Marden    |
| 1985        | BR Deutschland Monika Wolf Sonja Petri Claudia Engels Evelyn Herwegh                      | Vereinigte Staaten Sandy Kendall Jennifer Marron Marise Widmer Charlotte Hollings          | Australien Denise Rennex Karin Riedel Amanda Cross Gayle Toogood                    |
| 1986        | Vereinigte Staaten Carolyn Mehaffey Sandy Kendall Mandy Kowal Ann Martin                  | Vereinigtes Königreich Alexa Forbes Gillian Hodges Linda Clark Judith Burne                | BR Deutschland Claudia Engels Ute Zobeley Sonja Petri Evelyn Herwegh                |
| 1987        | Vereinigte Staaten Sandy Kendall Lindsay Burns Angela Herron Mandy Kowal                  | BR Deutschland Evelyn Herwegh Christiane Zimmer Sonja Petri Monika Wolf                    | Volksrepublik China Dongling Yan Jun Long Hantao Luo Xiange Zhang                   |
| 1988        | Volksrepublik China Meilan Zeng Huajie Zhang Zhi-Ai Lin Sanmei Liang                      | Australien Brigid Cassells Leeanne Whitehouse Marina Cade Justine Carrol                   | BR Deutschland Christiane Zimmer Claudia Engels Sonja Petri Kathrin Schmack         |
| 1989        | Volksrepublik China Sanmei Liang Meilan Zeng Huajie Zhang Zhi-Ai Lin                      | Vereinigtes Königreich Sue Key Rachel Hirst Joanna Toch Katharine Brownlow                 | BR Deutschland Karin Zobeley Cornelia Cichy Ute Zobeley Claudia Engels              |
| 1990        | Kanada Jill Blois Colleen Miller Diana Sinnage Rachel Starr                               | Australien Amanda Cross Rebecca Joyce Sally Ninham Pamela Westendorf-Marshall              | Volksrepublik China Sanmei Liang Zhi-Ai Lin Meilan Zeng Huajie Zhang                |
| 1991        | Volksrepublik China Fei Li Sanmei Liang Xiaoli Liao Shaoyan Ou                            | Vereinigtes Königreich Alison Brownless Katharine Brownlow Anna Marie Dryden Claire Davies | Vereinigte Staaten Christine Smith Ellen Minzner Alison Shaw Kelly Sherman          |
| 1992        | Australien Marina Cade Deirdre Fraser Virginia Lee Liz Moller                             | Vereinigtes Königreich Alison Brownless Anna Marie Dryden Tonia Williams Claire Davies     | Kanada Jill Blois Nori Doobenen Laurie Featherstone Renata Troc                     |
| 1993        | Vereinigtes Königreich Alison Brownless Anna Marie Dryden Jane Hall Tonia Williams        | Kanada Nori Doobenen Tracy Duncan Maureen Harriman Rachel Starr                            | Vereinigte Staaten Barbara Byrne Danika Holbrook-Harris Alexandra Overy Alison Shaw |
| 1994        | Vereinigte Staaten Christine Collins Danika Holbrook-Harris Charlotte Hollings Linda Muri | Vereinigtes Königreich Jane Brownless Annamarie Hall Annamarie Stapleton Tonia Williams    | Volksrepublik China Yahong Ding Fei Li Xiaoli Liao Fang Wang                        |
| 1995        | Vereinigte Staaten Barbara Byrne Linda Muri Whitney Post Sarah Simmons                    | Vereinigtes Königreich Juliet Machan Robyn Morris Jo Nitsch Rachel Woolf                   | Deutschland Janet Radünzel Gunda Reimers Jutta Schausten Gaby Schulz                |
| 1996        | Volksrepublik China Bili Liu Mei Ling Liu Fang Wang Aifang Zhong                          | Vereinigtes Königreich Patricia Corless Robyn Morris Malindi Myers Jo Nitsch               | Vereinigte Staaten Kari Green Julie McCleery Whitney Post Sarah Simmons             |

### Leichtgewichts-Achter
| Jahr        | Gold | Silber | Bronze |
| ----------- | --- | --- | --- |
| 1984 (Demo) | Vereinigte Staaten Carin Reynolds Mary-Ellen Finney Jo Grainger Laura MacGinitie Mandy Kowal Angela Herron Marise Widmer Jennifer Marron Stacy Apfelbaum (Stf.) | Australien Karin Riedel Amanda Cross Janet Sheahan Jeanette Hall Angela Maidment Brigid Cassells Debbie Cooper Gayle Toogood Megan Robertson (Stf.) | Kanada Diana Sinnage Wendy Wiebe Lynne Mutrie Brenda Colby Karen Smyte Wendy Davis Elen Orr Maureen Cureton Sandy Hopkinson (Stf.) |